# Лебедівське польське кладовище
Лебедівське польське кладовище— цвинтар у селі Лебедівка Звягельського району Житомирської області.

## Загальна інформація
Лебедівське польське кладовище, розташоване на північно-західній околиці села Лебедівка (до 1961 року - Слобода Чернецька) по лівій стороні вулиці Вишнева (раніше - Радянська).
На території цвинтаря близько 500 поховань переважно місцевих поляків з Лебедівки та навколишніх сіл.
Кладовище відкрите, не впорядковується жодною місцевою установою. Знаходиться переважно в занедбаному стані. Біля 100 поховань вкриті чагарником, потребують впорядкування.

## Історія
Перші поховання на Лебедівському польському кладовищі датовані початком ХІХ сторіччя. Тоді в Лебедівці існувала місцева римо-католицька парафія. Існує згадка, що у 1880 Слобода Черницька мала філію парафії католицької звягельскої.
На цьому цвинтарі спочатку ховали лише поляків, за радянських часів почали ховати померлих інших національностей.

## Поховані
Прізвища на надгробках похованих на Лебедівському польському кладовищі  переважно родин польського походження: Войцеховський, Карлінський, Малиновський, Недзельський, Тетера, Цал-Цалко, інші. 
Зокрема, на кладовищі поховані рідні Рафаїла Маліновського, українського хореографа, балетмейстера, народного артиста України (1993).